# Echiostoma barbatum
Echiostoma barbatum – gatunek głębinowej ryby z rodziny wężorowatych (Stomiidae).